# Ниль, Хермс
Фердинанд Фридрих Герман Нилебок (нем. Ferdinand Friedrich Hermann Nielebock), более известный как Хермс Ниль (нем. Herms Niel, 17 апреля 1888 — 16 июля 1954) — известный немецкий композитор, автор многих военных маршей и песен времен Второй мировой войны.

## Биография
После окончания школы в 1902 году продолжил обучение у капельмейстера Адольфа Бюхнера. Затем играл в военных оркестрах. Играл на гобое и тромбоне. Во время Первой мировой войны руководил военным оркестром 423-го пехотного полка. После окончания войны в 1918 году он уволился из армии и до 1927 года и работал в качестве налогового чиновника. В 1927 году стал одним из основателей «Рыцарского оркестра» (нем. Ritterschaftsorchesters) в Потсдаме. Кроме музыки писал стихи.
После прихода национал-социалистов к власти в Германии вступил в НСДАП (с 1 мая 1933 года, номер партийного билета 2171788). При власти нацистов продолжал заниматься музыкой. Выполняя трудовую повинность, под контролем Имперской службы труда писал военные марши, получившие широкую популярность во время Второй мировой войны. В частности ему принадлежит авторство известнейших маршевых песен германской армии — «Эрика», «Эдельвейс» и др..
20 апреля 1941 года Адольф Гитлер присвоил музыканту звание профессора.
После войны жил в городе Линген, где и умер в 1954 году.

## Произведения
- Adlerlied
- Antje, mein blondes Kind
- Das Engellandlied (Текст Германна Лёнса)
- Die ganze Kompanie
- Es blitzen die stählernen Schwingen
- Erika (Auf der Heide blüht ein kleines Blümelein)
- Es geht ums Vaterland
- Es ist so schön, Soldat zu sein, Rosemarie
- Edelweiß-Marsch
- Fallschirmjägerlied
- Fliegerkuss
- Frühmorgens singt die Amsel
- Kamerad, wir marschieren im Westen
- Gerda — Ursula — Marie
- Hannelore Marschlied
- Heut´ sind wir wieder unter uns
- Heut’ stechen wir ins blaue Meer
- Heute muß ich scheiden
- Im Osten pfeift der Wind
- In der Heimat steh’n auf Posten
- Jawoll, das stimmt, jawoll
- Liebling, wenn ich traurig bin…
- Marie-Mara-Maruschkaka!
- Matrosenlied
- Mein Bismarckland
- Rosalinde
- Rosemarie (Rosemarie, ich lieb' dich gar so sehr)
- Ruck Zuck
- Stuka über Afrika
- Schneidig ist die Infanterie
- Unsere Flagge
- Veronika-Marie
- Waltraut ist ein schönes Mädchen
- Wenn die Sonne scheint, Annemarie (Die Landpartie)

## Награды
- Железный крест 2-го класса
- Прусский почётный военный знак на бело-чёрной ленте (вероятно, 2-го класса)
- Почётный крест ветерана войны с мечами
- Немецкий олимпийский почётный знак 2-го класса
- Медаль «За выслугу лет в Имперской службе труда» 4-й степени (4 года)
- Медаль «В память 1 октября 1938 года»
- Медаль «За сооружение Атлантического вала»
- Крест Военных заслуг 2-го класса